# Aishwarya Rai
Aishwarya Rai coniugata Bachchan (Mangalore, 1º novembre 1973) è un'attrice, modella e produttrice cinematografica indiana.

## Biografia

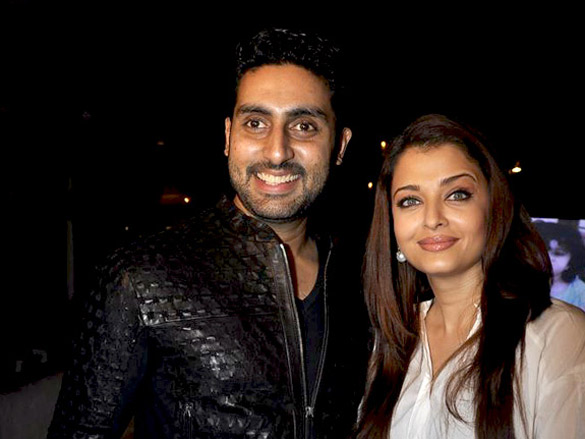
Aishwarya Rai assieme al marito Abhishek Bachchan nel 2014

È la figlia secondogenita di un biologo dell'esercito, Krishnaraj, morto il 18 marzo 2017, e di una casalinga, Vrinda.
Il fratello maggiore Aditya è un ingegnere della marina mercantile.
Nativa dello stato del Karnataka, si è fatta notare fin da giovane per la sua avvenenza diventando testimonial della bibita Pepsi. Inizialmente Aishwarya aveva in progetto di diventare architetto, ed effettivamente cominciò a studiare architettura, ma in seguito abbandonò gli studi per proseguire la sua carriera di modella.
Dopo aver vinto il concorso di Miss Mondo 1994, ha intrapreso la carriera cinematografica. Il suo esordio è avvenuto con il film in lingua tamil Iruvar nel 1997. L'anno dopo ha raggiunto il suo primo successo commerciale con Jeans, che l'ha fatta notare dall'industria cinematografica di Bollywood.
Nel 1999 ha recitato nel musical Hum Dil De Chuke Sanam. Successivamente ha interpretato diverse pellicole ottenendo critiche sempre più positive e premi cinematografici, fino a diventare una star internazionale.
Nel 2003 è stata componente della giuria del 56º Festival di Cannes. Nel 2008 decide di passare alla produzione con la pellicola Bhopal Movie, che l'ha vista anche come interprete.

### Vita privata
Il 20 aprile 2007 ha sposato l'attore Abhishek Bachchan, la coppia ha avuto una figlia, Aaradhya, nata il 16 novembre 2011.

## Filmografia

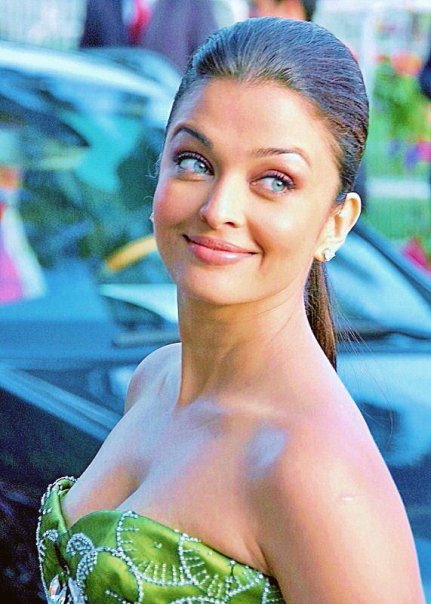
Aishwarya Rai al Festival di Cannes nel 2008

- Iruvar, regia di Mani Ratnam (1997)
- ...Aur Pyaar Ho Gaya, regia di Rahul Rawail (1997)
- Jeans (film 1998), regia di S. Shankar (1998)
- Aa Ab Laut Chalen, regia di Rishi Kapoor (1999)
- Hum Dil De Chuke Sanam (Hum Dil De Chuke Sanam), regia di Sanjay Leela Bhansali (1999)
- Taal, regia di Subhash Ghai (1999)
- Ravoyi Chandamama, regia di Jayant Paranji (1999)
- Mela, regia di Dharmesh Darshan (2000)
- Kandukondain Kandukondain, regia di Rajiv Menon (2000)
- Josh, regia di Mansoor Khan (2000)
- Hamara Dil Aapke Paas Hai, regia di Satish Kaushik (2000)
- Dhaai Akshar Prem Ke, regia di Raj Kanwar (2000)
- Mohabbatein, regia di Aditya Chopra (2000)
- Albela, regia di Deepak Sareen (2001)
- Devdas, regia di Sanjay Leela Bhansali (2002)
- Hum Tumhare Hain Sanam, regia di K. S. Adhiyaman (2002)
- Hum Kisi Se Kum Nahin, regia di David Dhawan (2002)
- 23rd March 1931: Shaheed, regia di Guddu Dhanoa (2002)
- The power - Il potere (Shakthi: The Power), regia di Krishna Vamsi (2002)
- Dil Ka Rishta, regia di Naresh Malhotra (2003)
- Chokher Bali, regia di Rituparno Ghosh (2003)
- Un padre per mio figlio (Kuch Naa Kaho), regia di Rohan Sippy (2003)
- Hum Panchi Ek Daal Ke, regia di Lateef Binny (2003)
- La divisa (Khakee), regia di Rajkumar Santoshi (2004)
- Raincoat, regia di Rituparno Ghosh (2004)
- Gara di cuori (Kyun...! Ho Gaya Na), regia di Samir Karnik (2004)
- Matrimoni e pregiudizi (Bride & Prejudice), regia di Gurinder Chadha (2004)
- Shabd, regia di Leena Yadav (2005)
- Bunty Aur Babli, regia di Shaad Ali (2005)
- La maga delle spezie (The Mistress of Spices), regia di Paul Mayeda Berges (2005)
- Provoked: A True Story, regia di Jag Mundhra (2006)
- Umrao Jaan, regia di J. P. Dutta (2006)
- Dhoom 2, regia di Sanjay Gadhvi (2006)
- Journey Across India, regia di Bharat Bala – cortometraggio (2007)
- Guru, regia di Mani Ratnam (2007)
- L'ultima legione (The Last Legion), regia di Doug Lefler (2007)
- Sarkar Raj, regia di Ram Gopal Varma (2007)
- La sposa dell'imperatore (Jodhaa Akbar), regia di Ashutosh Gowariker (2008)
- La Pantera Rosa 2 (The Pink Panther 2), regia di Harald Zwart (2009)
- Raavan, regia di Mani Ratnam (2010)
- Raavanan, regia di Mani Ratnam (2010)
- Enthiran, regia di S. Shankar (2010)
- Action Replayy (देसी बोयज़), regia di Vipul Shah (2010)
- Guzaarish, regia di Sanjay Leela Bhansali (2010)
- Jazbaa, regia di Sanjay Gupta (2015)
- Sarbjit, regia di Omung Kumar (2016)
- Ae Dil Hai Mushkil, regia di Karan Johar (2016)
- Fanney Khan, regia di Atul Manjrekar (2018)

## Doppiatrici italiane
- Laura Latini in Matrimoni e pregiudizi, Guru, La sposa dell'imperatore
- Eleonora De Angelis in La maga delle spezie, La Pantera Rosa 2
- Domitilla D'Amico ne L'ultima legione
- Paola Della Pasqua in Ricchezza nazionale